# HMS Curlew (D42)
Pour les autres navires du même nom, voir HMS Curlew.
Pour les articles homonymes, voir D42.
Le HMS Curlew (D42) est un croiseur léger de la classe C construit pour la Royal Navy. Lancé le 5 juillet 1917 et armé en décembre 1917, il participe à la Première Guerre mondiale avant d'être converti en croiseur antiaérien dans les années 1930. Lorsque la Seconde Guerre mondiale éclate, il fait partie de la Home Fleet avec laquelle il participe à la campagne de Norvège ; le 26 mai 1940, il est coulé par un Junkers Ju 88 allemand non loin de Narvik.

## Histoire